# Gary Jules
Gary Jules (ur. 19 marca 1969 w San Diego) – amerykański piosenkarz, autor tekstów, znany dzięki coverowi utworu Mad World zespołu Tears for Fears, którą nagrał razem z przyjacielem Michaelem Andrewsem do filmu Donnie Darko. Singel ten w grudniu 2003 roku dostał się na pierwsze miejsce Billboardu. Utwór ten był później wykorzystywany w amerykańskich serialach, między innymi w takich jak CSI: Kryminalne zagadki Las Vegas, Tajemnice Smallville, Bez śladu, Chirurdzy czy Dr House, jak i w filmach.

## Dyskografia
- 1998 Greetings from the Side
- 2001 Trading Snakeoil for Wolftickets
- 2006 Gary Jules
- 2008 Bird